# Alfred Tarski
Alfred Tarski, poljsko-ameriški filozof, logik in matematik, * 14. januar 1901, Varšava, Poljska, † 26. oktober 1983, Berkeley, Kalifornija, ZDA.
Velja za enega najpomembnejših predstavnikov poljske logične šole.

## Življenje
Tarski se je rodil s priimkom Teitelbaum v premožni judovski družini v Varšavi. Tam je odraščal in se leta 1918 vpisal na tamkajšnjo univerzo, da bi študiral biologijo, čeprav je že na srednji šoli kazal nadarjenost za matematiko.
Po poljski neodvisnosti leta 1918 so vodstvo varšavske univerze prevzeli Łukasiewicz, Leśniewski in Sierpiński. Univerza je hitro postala ena glavnih svetovnih raziskovalnih ustanov za logiko in matematiko. Leśniewski je prepoznal nadarjenost Tarskega za matematiko in ga prepričal, naj opusti študij biologije. Tako je Tarski začel obiskovati predavanja Łukasiewicza, Sierpińskega, Stefana Mazurkiewicza in Tadeusza Kotarbińskega in postal edini, ki je dokončal doktorat pod nadzorom Leśniewskega.
Leta 1923 sta si Alfred Tejtelbaum in njegov brat Wacław spremenila priimek v »Tarski«. Poleg tega sta prestopila v rimokatoliško vero, državno religijo Poljske. Alfred je to storil kljub temu, da je bil zaprisežen ateist. Bil je poljski nacionalist, ki se je imel za Poljaka in je tudi hotel biti sprejet kot tak – kasneje, v Ameriki, je doma govoril poljsko.

### Varšava
Potem ko je postal najmlajši študent z doktoratom na varšavski univerzi, je poučeval logiko na poljskem Pedagoškem inštitutu, matematiko in logiko na Univerzi in delal kot Łukasiewiczev asistent. Ker so bila ta mesta izredno slabo plačana, je poučeval še matematiko na eni od varšavskih srednjih šol: pred 2. svetovno vojno za evropske intelektualce raziskovalce sploh ni bilo nenavadno, da so poučevali na srednjih šolah in gimnazijah. Tako je med 1923 in odhodom v ZDA leta 1939 napisal več učbenikov in disertacij (od teh veliko prelomnih) in se preživljal s poučevanjem. 1929 se je poročil s sodelavko učiteljico, Mario Witkowsko. Imela sta dva otroka; sina Jana, ki je postal fizik, in hčerko Ino, ki se je poročila z matematikom Andrzejem Ehrenfeuchtom.

### Lvov, Dunaj, Pariz
Tarski se je prijavil na sedež filozofije na Univerzi v Lvovu, toda na priporočilo Bertranda Russella so ga dodelili Leonu Chwisteku. Leta 1930 je Tarski obiskal Univerzo na Dunaju, tam predaval s Karlom Mengerjem in se spoznal s Kurtom Gödlom. Zaradi poznanstva se je lahko vrnil v prvi polovici leta 1935 na Dunaj in delal z Mengerjevo raziskovalno skupino. Z Dunaja je odpotoval v Pariz predstavljat svoje ideje o resnici na prvem srečanju gibanja za poenotenje znanosti. Leta 1937 se je prijavil na sedež Univerze v Poznańu, vendar so program, za katerega je kandidiral, prej ukinili. Avgusta 1939 je zapustil Poljsko in odpotoval v ZDA, kjer naj bi predaval na kongresu gibanja za poenotenje znanosti na Harvardu. To je bila zadnja ladja, ki je s Poljskega odplula, preden so Nemci in Sovjeti okupirali Poljsko in je izbruhnila 2. svetovna vojna. Tarski je domovino zapustil nejevoljno, saj je Leśniewski umrl nekaj mesecev prej in bi lahko zasedel njegovo mesto na univerzi. Ne meneč se za nacistično grožnjo je svojo ženo in otroke pustil v Varšavi. Ni jih videl do leta 1946. Med vojno so nemške okupacijske oblasti pobile skoraj vso njegovo razširjeno družino.

### ZDA
V ZDA je Tarski učil in raziskoval na več mestih: Harvardu (1939), City College of New York (1940) in na Inštitutu za višji študij v Princetonu (1942), kjer je ponovno srečal Gödla. Leta 1942 se je pridružil matematičnemu oddelku na Univerze Kalifornije v Berkeleyju, kjer je preživel preostanek svoje kariere. Leta 1945 je postal ameriški državljan. Na Berkeleyju se je uveljavil kot mogočen in zahteven učitelj, kar so opazili mnogi študenti. Njegova predavanja na Berkeleyju so hitro postala slavna v svetu matematične logike. Njegovi študenti, od katerih so mnogi postali pomembni matematiki, so občutili veličastno energijo, s katero jih je motiviral in iz njih povlekel najboljše delo, vedno je tudi zahteval najvišja merila jasnosti in natančnosti.

### Tarski kot profesor
Bil je ekstrovertiran, bister, odločen, energičen in ostrega jezika. Rad je raziskoval v skupini in izbirčen glede prioritet. Karizmatičen voditelj in učitelj, znan po svojem briljantno natančnem in napetem slogu predavanja, je imel zastrašujoče visoka merila za učence, vendar je bil obenem tudi zelo opogumljajoč, še posebej do žensk – v nasprotju s tedanjo usmeritvijo. Nekatere učence je prestrašil in so odšli, toda zvesti krog učencev je vseeno ostal in mnogi so postali svetovno znani vodilni strokovnjaki.

### Doktorske disertacije
Tarski je bil mentor štiriindvajsetih doktorskih disertacij. Pod njegovim okriljem so (v kronološkem zaporedju) doktorirali sledeči matematiki: Andrzej Mostowski, Bjarni Jónsson, Julia Robinson, Robert Vaught, Solomon Feferman, Richard Montague, James Donald Monk, Haim Gaifman, Donald Pigozzi and Roger Maddux; Chen Chung Chang in Jerome Keisler, avtorja disertacije Model Theory (1973). Močno je vplival tudi na delo Alfreda Lindenbauma, Dane Scott in Stevena Givanta. Pet od študentov Tarskega je bilo žensk, izreden podatek, glede na to, da so moški predstavljali veliko večino vseh študirajočih v tistem času.

### Kasnejša leta
Tarski je predaval na Univerzitetnem kolidžu v Londonu (1950, 1966), na Inštitutu Henri Poincaré v Parizu (1955), na Miller Institute for Basic Research in Science v Berkeleyju (1958-60), na Univerzi Kalifornije v Los Angelesu (1967) in na Papeški katoliški univerzi v Čilu (1974–75). Med mnogimi priznanji, ki jih je Tarski prejel tekom svoje kariere, je bil tudi izvoljen v Državno akademijo znanosti Združenih držav, v britansko Akademijo in Nizozemsko kraljevo akademijo znanosti in umetnosti, prejel je častne doktorate na Papeški katoliški univerzi v Čilu leta 1975, na Univerzi Paula Cézanna v Marseillesu leta 1977, na Univerzi v Calgaryju in na Berkeley Citation leta 1981, Tarski je predsedoval Združenju za simbolno logiko med letoma 1944 in 1946 in tudi Mednarodni zvezi za zgodovino in filozofijo znanosti 1956–57. Bil je tudi častni urednik Algebre Universalis.

## Tarski in filozofija jezika
Tarski se je kot logik in matematik ukvarjal tudi z logiko jezika, še posebej z antinomijami, to je izjavami, ki nasprotujejo same sebi. Takšni stavki našo logiko postavijo na laž. Znana je zgodba o kretskem lažnivcu. Če Krečan pravi, da vsi Krečani vedno lažejo, potem laže tudi on, zato govori resnico, to pa nasprotuje njegovi izjavi. Še bolj preprost primer je: Ta stavek je napačen. Stavek je pravilen, če je napačen. 
Še bolj zvit primer je: Ta stavek vsebuje dve napake. Prva napaka (dvojina) je jasna. Toda druge napake v stavku ni, zato je sama napoved, da stavek vsebuje dve napaki, napačna. Potemtakem stavek res vsebuje dve napaki - toda potem je napoved pravilna in ne vsebuje dveh napak!
Do antonimij ne sme priti, ker so nesmiselne. Nomos po grško pomeni 'zakon'. Anti-Nomos: 'proti zakonu'. Da bi izključil te protizakonite stavke, je Tarski formuliral prepoved, da ne smemo mešati objektnega in metajezika (objektni jezik govori o stvareh, metajezik pa govori o jeziku - npr. beseda, samostalnik, glagol, stavek). Stavek po Tarskem zato ne sme govoriti sam o sebi. Kot v stavku: "Kdor to bere, je neumen. Podoben primer je tudi s kirurgi, ki ne morejo operirati samega sebe. Morda lahko opravi poseg, vendar ne pod splošno anestezijo. Jezik je torej nekaj takega kot zdravnik pod splošno anestezijo (Wolf Hass, 2012).

## Tarski v literaturi
Tarski in njegovo delo v logiki jezika se pojavlja tudi v romanu iz leta 2012 Verteidigung der Missionarstellung ('Obramba misijonarskega položaja') avstrijskega avtorja Wolfa Hassa. Gre za postmodernistični roman, ki se poigrava s konvencijami literature in vpeljuje mnoge metafikcijske štose, predvsem samonanašalnost ter tudi druge paradokse jezika.

## Dela
Nobeno od del Tarskega še ni prevedeno v slovenščino. 

### Matematika
- »Une contribution a la theorie de la mesure«, 1930; str. 42-50.
- »Untersuchungen uber den Aussagenkalkul«, 1930; str. 38-59, skupaj z Janom Łukasiewiczem.
- »Sur les ensembles définissables de nombres réels I«, 1931; str. 110-142.
- »Grundlegung der wissenschaftlichen Semantik«, 1936; str. 401-408.
- »A Decision Method for Elementary Algebra and Geometry«, 1948.
- »Cardinal Algebras«, 1949.
- »Ordinal Algebras«, 1956.
- »Cylindric Algebras: Part I«, 1971; z Leonom Henkinom in Donaldom Monkom.
- »Cylindric Algebras: Part II«, 1985; z Leonom Henkinom in Donaldom Monkom.
- »A Formalization of Set Theory Without Variables«, 1987, s Stevenom Givantom.
- »Tarski's System of Geometry«, 1999; str. 175-214, s Stevenom Givantom.

### Logika
- »Über den Begriff der logischen Folgerung«, 1936; str. 409-420.
- »On the Limitations of Deductive Theories«, 1936; str. 384-392, z Adolfom Lindenbaumom.
- »Introduction to Logic and to the Methodology of Deductive Sciences«[5], 1941
- »On the Calculus of Relations«, 1941; str. 73-89.
- »The Semantical Concept of Truth and the Foundations of Semantics«, 1944; str. 341-375.
- »A Simplified Formalization of Predicate Logic with Identity«, 1965; str. 61-79.
- »What are Logical Notions?«, 1986; str. 143-154.
- »On the Concept of Following Logically«, 2002; str. 155-196.

### Filozofija
- »Undecidable Theories«, 1953, z Mostowskim in Raphaelom Robinsonom.
- »Truth and Proof«, 1969; str. 63-77.